# Oorijzer

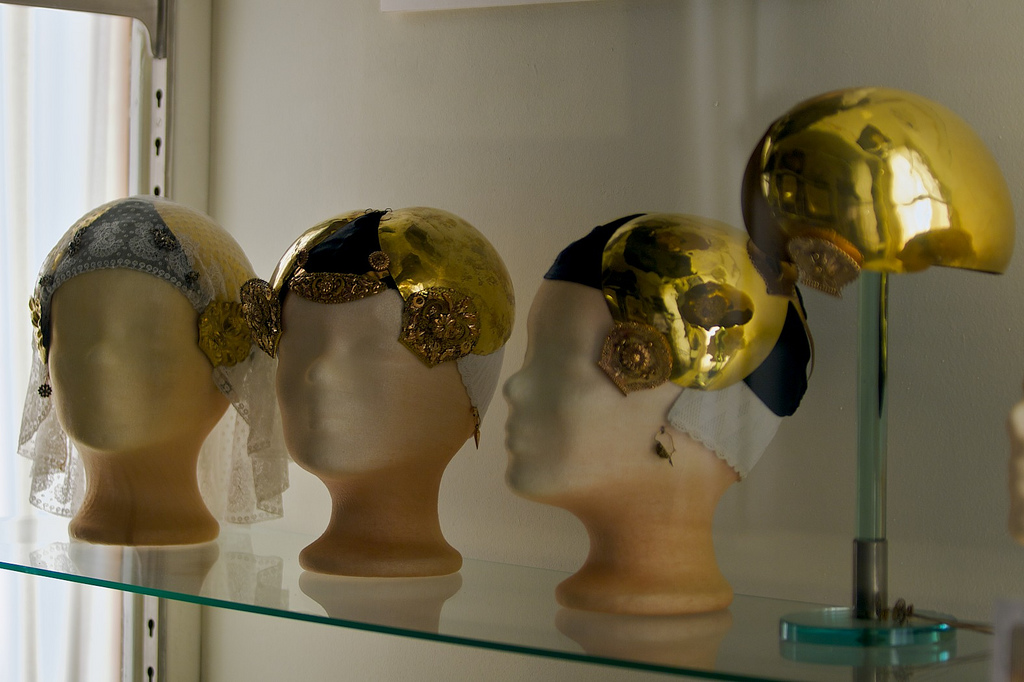
Friese oorijzers uit de periode 1830-1870, museum Dokkum

Het oorijzer is een onderdeel van de klederdracht voor vrouwen in met name de noordelijke provincies van Nederland en Zeeland. Het vormde oorspronkelijk een onderdeel van de burgerdracht, dat in de streekdrachten is overgenomen.
Aanvankelijk was het oorijzer een metalen beugel om de mutsen op hun plaats te houden. Het werd over een ondermuts gedragen en een luxueuze bovenmuts werd er op vastgezet. In de loop der tijd groeide het oorijzer uit tot een pronkstuk. Aan de voorzijde van de oorijzers staken versierde gouden plaatjes of krullen uit. Mutsspelden werden gebruikt om de kap aan het oorijzer te bevestigen.  
In de Scheveningse klederdracht wordt de term hoofdijzer gebruikt. De versieringen zitten in dat geval boven het voorhoofd.

## Geschiedenis in Friesland

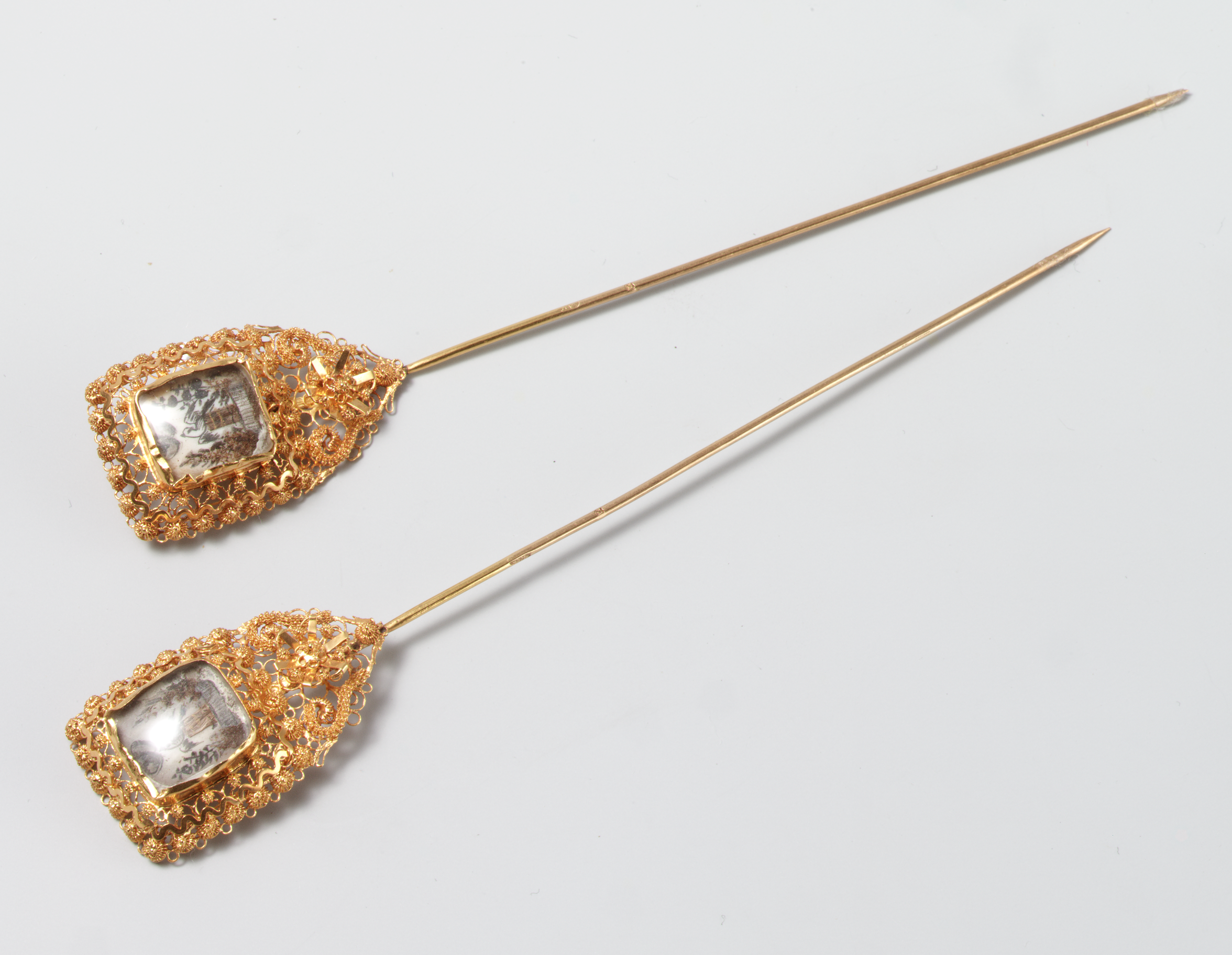
Mutsspeld uit de collectie van het Zuiderzeemuseum

Het brede gouden oorijzer dat rond 1870 in Friesland werd gedragen is het sluitstuk van een ontwikkeling van drie eeuwen. Eind 16e eeuw kwam een smal metalen beugeltje in de mode in de Nederlanden om een muts op het hoofd te klemmen. De uiteinden met versierde knop rusten op de wang, die daardoor iets werd ingedrukt. Het werd een sieraad dat van zilver of goud werd gemaakt. Er zijn echter ook oorijzers aangetroffen van verguld koper. Omstreeks 1650 is dat oorijzer uit de mode, maar op het platteland en in weeshuizen blijft het oorijzer onderdeel van de dracht. Het is een vorm van bruidsschat. Tot de Franse tijd verandert het Friese oorijzer weinig. De band wordt iets breder en de versierde knop krijgt de vorm van een vogelkop of griffioen.
Pas in de 19e eeuw ontstonden in Nederland uiteenlopende vormen van het oorijzer als een specifiek onderdeel van de Nederlandse streekdrachten. In Afbeeldingen van kleeding, zeden en gewoonten uit 1803-1807 is er nog geen sprake van oorijzer bij vrouwen uit Friesland. Nadat in de Franse tijd de tot dan toe zelfstandige gewesten van de Republiek der Verenigde Nederlanden onder één bewind komen, ontstaat in de regio's de behoefte om de eigen identiteit te behouden. In Friesland wordt de oorijzerdracht gecultiveerd en maakt een eigen ontwikkeling door. De welvaart is groot, waardoor het oorijzer steeds groter wordt. Bovendien wordt de grote duitse muts, vervangen door een mantelmuts of sluiermuts, waaronder het oorijzer beter te zien was.
In de loop van de eeuw wordt de smalle band steeds breder, de knoppen worden groter en platter en krijgen de vorm van een bloempot. De dominee en schrijver Joost Hiddes Halbertsma vreesde rond 1850 dat het groeiende oorijzer op den duur op een helm zou gaan lijken. Dat gebeurde ook. Rond 1870 was het oorijzer op zijn grootst geworden en omsloot bijna het hoofd.

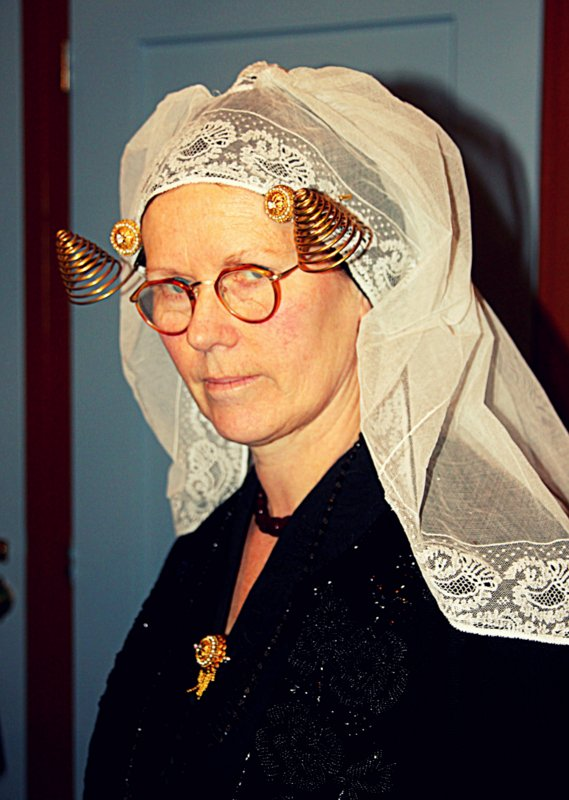
Oorijzer met gouden krullen (Spijkenisse, ca. 1900)
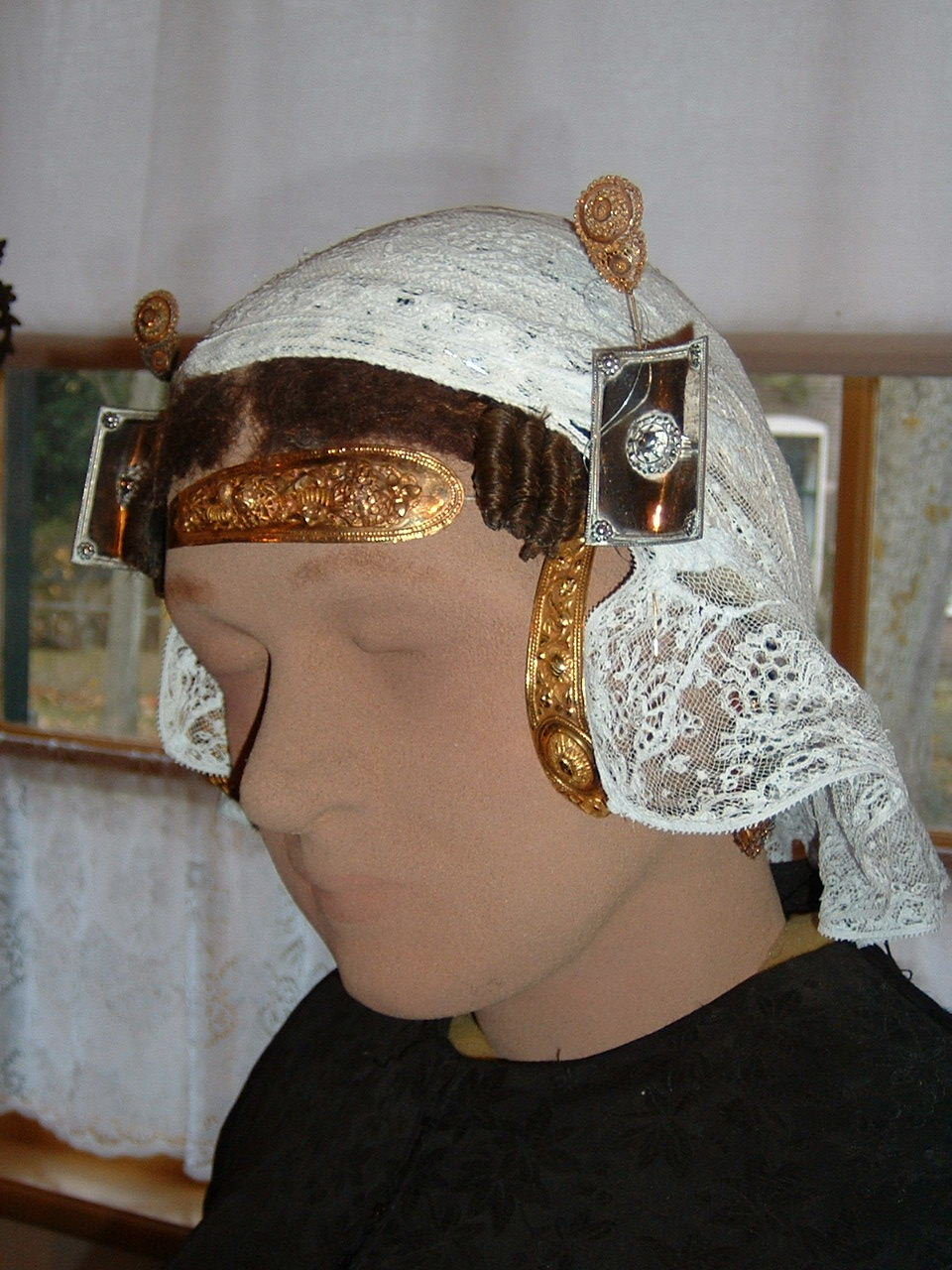
Oorijzer met gouden plaatjes (Ameland)
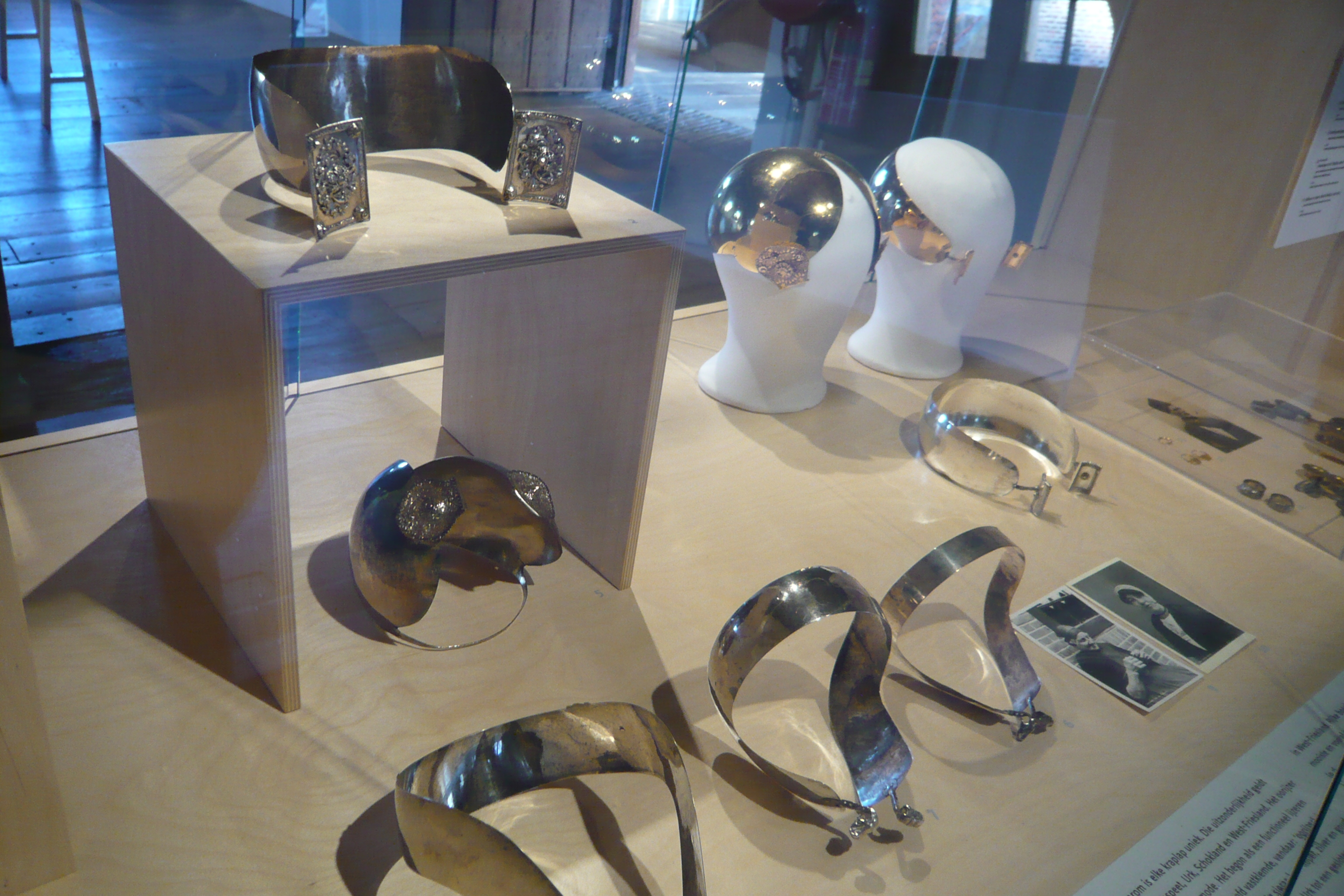
Verschillende oorijzers in het Zuiderzeemuseum
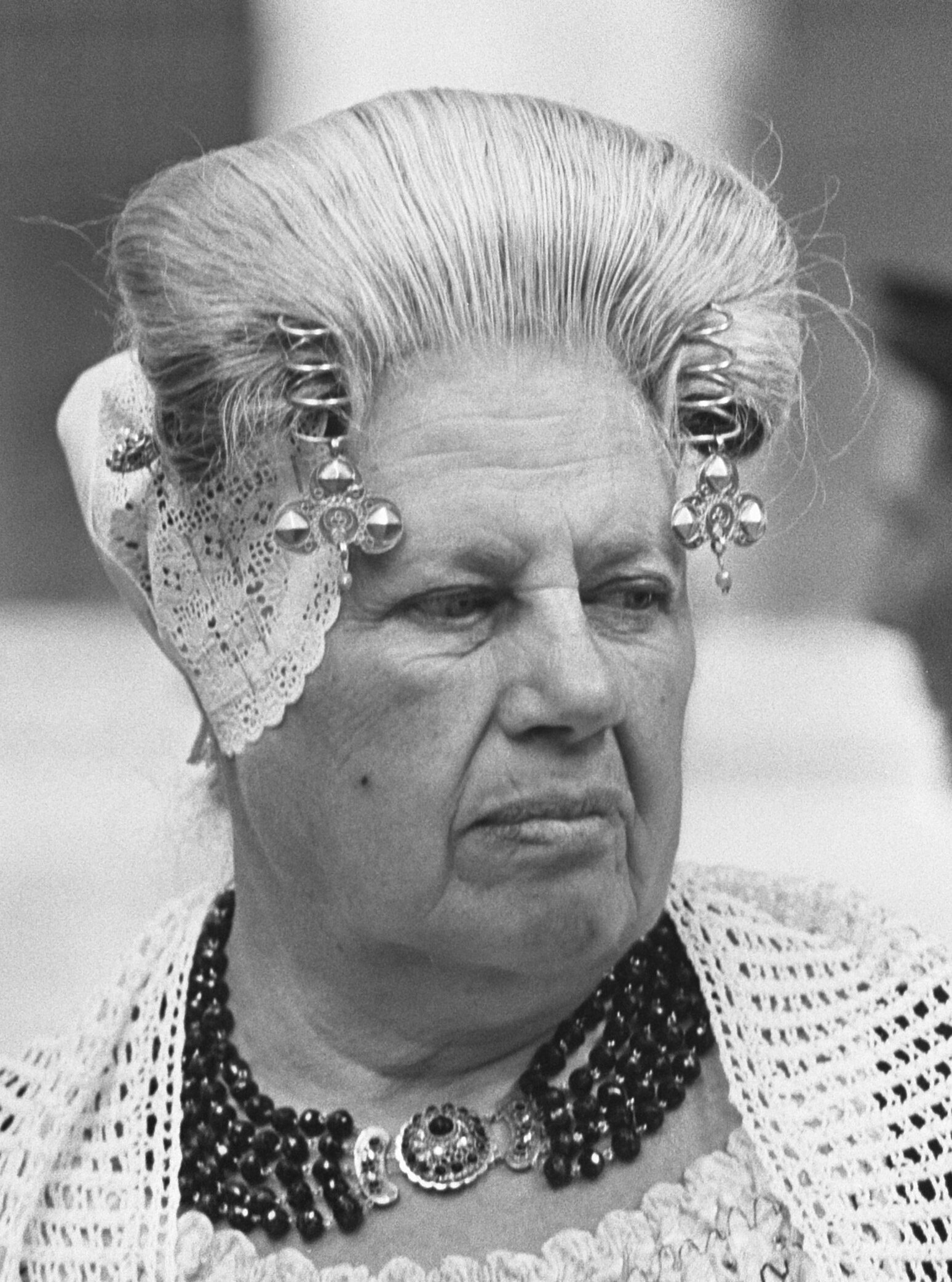
Vrouw met oorijzer op Walcheren, 1967